# 2019年意大利政府组建
2019年意大利政府危机是2019年8月至9月在意大利发生的政治事件，起因于内政部长及北方联盟党魁馬泰奧·薩爾維尼宣布退出内阁并呼吁提前大选，导致总理朱塞佩·孔特辞职，并在之后建立由孔特领导的新内阁。

## 背景
在2018年義大利大選中，没有一个政治团体或政党赢得绝对多数，导致议会悬而未决。3月4日，馬泰奧·薩爾維尼领导的北方联盟赢得了众议院和参议院的多数席位，而由路易吉·迪马约领导反体制的五星運動（M5S）成为获得票数最多的政党。由马泰奥·伦齐领导的中左联盟排名第三。因此，在新政府成立之前需要进行漫长的谈判。 
五星運動与北方联盟之间的会谈中产生了所谓的“变革政府”的提议，这是在法学教授朱塞佩·孔特（偏向支持M5S）的领导下进行的。在与塞尔焦·马塔雷拉总统争吵之后，被媒体称为西欧“第一个全民主义政府”的孔特内阁于6月1日宣誓就职。  

### 危機
2019年8月，副总理萨尔维尼在紧张局势加剧后发起了对孔特的不信任动议。许多政治分析人士认为，不信任动议是企图迫使提前选举以改善北方联盟在议会中的地位，确保萨尔维尼成为下一任总理。8月20日，在议会辩论后，孔特严厉指责萨尔维尼是一个“引发政治危机只是为了个人利益”的政治机会主义者，之后孔特辞去了总理职务。

## 政府组建
8月21日，马塔雷拉开始与所有议会团体进行磋商。 在同一天，民主黨的国家方向政策正式对与五星运动合组内阁敞开机会之门：基于亲欧洲主义、綠色經濟、可持续发展，反对经济不平等和新的移民政策。然而，与马塔雷拉总统的会谈导致结果不明确，因此马塔雷拉宣布将于8月28日举行第二轮磋商。  
在第二轮之前的几天里，民主党和五星联盟之间的对抗开始了。而左翼自由和平等（LeU）宣布他们将支持潜在的“五星联盟-民主党”内阁。8月28日，民主党党魁尼科拉·津加蒂在奎里纳莱宫宣布他支持与五星运动合作组建由朱塞佩·孔特领导的新政府。同一天，马塔雷拉在8月29日邀请孔特到奎里纳尔宫，让他负责组建新内阁的任务。

### 五星运动党员批准
9月1日，五星运动的创始人毕普·格里罗强烈支持与民主党结盟，称其为改革国家“独一无二的机会”。9月3日，五星运动党员投票决定支持与民主党合作。
| 选择                                              | 票数    | %      |
| ------------------------------------------------- | ------- | ------ |
| 是                                                | 63,146  | 79.3%  |
| 否                                                | 16,488  | 20.7%  |
| 总计                                              | 79,634  | 100.0% |
| 注册成员/投票率                                   | 117,194 | 68.0%  |
| 来源：Associazione Rousseau（页面存档备份，存于） |         |        |